# Osterwieck-Wasserlebener Eisenbahn T 04
Der  Triebwagen OWE T 04 war ein Fahrzeug der Osterwieck-Wasserlebener Eisenbahn.
Er wurde als Schlepptriebwagen speziell für den Betrieb auf der Strecke Wasserleben–Börßum beschafft, da der 1930 durch Umbau aus einem zweiachsigen Personenwagen entstandene T 01 den Betrieb alleine nicht mehr bewältigen konnte. Der Triebwagen ähnelte in seinem Äußeren den sächsischen DET 1–2.

## Geschichte
Der Triebwagen wurde 1934 von der Osterwieck-Wasserlebener Eisenbahn gekauft. Woher er stammte, ist unbekannt. Mit dem Kauf des Triebwagens konnte die Gesellschaft auf lokbespannte Reisezüge gänzlich verzichten. Dabei zeigte sich der T 04 seinem Vorgänger leistungsmäßig überlegen und trug die Hauptlast des Reiseverkehrs. Dabei war der Triebwagen bevorzugt in Osterwieck stationiert.
Bei einem Umbau erhielt der Triebwagen 1937/38 ein modernes Äußeres.

### DR 137 551
Nach der Streckenteilung infolge des Zweiten Weltkrieges verblieb der Triebwagen im Bestand der Reichsbahndirektion Magdeburg. Er wurde 1949 von der Deutschen Reichsbahn als VT 137 551 übernommen und war bis 1964 im Betriebsdienst aktiv.
Vom 1. Januar 1955 an war er in Stendal stationiert. Einsatzdaten lassen sich nicht mehr ermitteln. Das Fahrzeug wurde am 20. November 1964 abgestellt, die Ausmusterung erfolgte 1969.

## Technische Beschreibung
Ursprünglich war die im Maschinendrehgestell untergebrachte Maschinenanlage, bestehend aus dem Dieselmotor und dem Hauptgenerator, dem Wagenkasten vorgelagert.
Bei der Wiederaufarbeitung nach einem Unfall Mitte der 1930er Jahre wurde der Wagenkasten geringfügig verlängert und die Maschinenanlage unterflur im Maschinendrehgestell angeordnet. Die Länge über Puffer erhöhte sich dabei um fast einen Meter. Die elektrischen Fahrmotoren waren im Triebdrehgestell der anderen Wagenseite untergebracht.